# Thelypteris setulosa
Thelypteris setulosa är en kärrbräkenväxtart som beskrevs av Alan Reid Smith. Thelypteris setulosa ingår i släktet Thelypteris och familjen Thelypteridaceae. Inga underarter finns listade.